# Анемија
Анемија или малокрвност је стање које се развија због недостатака црвених крвних зрнаца или хемоглобина у крви. Ово обољење може да има веома озбиљан утицај на живот оболелих особа и да доведе у најтежим облицима до смрти.

## Утицаји на тело
Крв се састоји од 3 типа ћелија (црвених крвних зрнаца, белих крвних зрнаца и крвних плочица) које циркулишу крвотоком. Еритроцити садрже протеин хемоглобин који преноси кисеоник из плућа до свих ћелија у организму. Анемија је стање недостатка црвених крвних зрнаца. У том случају, мали број еритроцита (црвених крвних зрнаца) садржи мање хемоглобина, због чега је достава кисеоника органима као што су мозак, срце и мишићи смањена и самим тим ћелије добијају мање храњивих материја. На тај начин анемичне особе осећају менталну и физичку слабост. Када је број еритроцита смањен, срце ради брже у покушају да већим протицањем крви надокнади мањак кисеоника у крви сиромашној еритроцитима.

## Узроци
Могући узроци анемије су:
- Губитак крви
- Бројна обољења бубрега, зглобова, крвотворних органа...
- Нежељена дејстава лекова
- Неодговарајућа исхрана и недостаци витамина и гвожђа.

## Симптоми
Због мањка црвених крвних зрнаца, смањено је допремање кисеоника до свих ћелија у организам и самим тим долази до испољавања различитих симптома. Ако је анемија благог степена, не морају да се испоље знаци и симптоми болести. Уколико је анемија хроничног типа ( траје дуже време ), тело  може да се прилагоди новонасталој ситуацији и да компензује промене. У овом случају симптоми могу да се појаве тек кад анемија постане тежег степена. 
Она погоршава тегобе које стварају и друге болести уколико се међусобно удружи па поспаност, слабост, малаксалост и други показатељи постају веома изражени.
Показатељи анемије могу бити  следећи:
- Умор - поспаност
- Слабост - брзо замарање
- Вртоглавица и несигурност
- Бледило коже и слузнице усана, десни, конјунктива, ноктију и дланова
- Убрзан срчани рад - тахикардија
- Осећај хладноће нарочито екстремитета - руку и ногу
- Бледило

Тешка анемија може да укључи и 
- Болове у грудима, ангину
- Вртоглавице и несвестице

Како се симптоми лако могу заменити симптомима који се јављају и код других обољењима важно је прегледати се код лекара посебно уколико постоји осећај непрестаног замора и других наведених тегоба.

## Дијагностика
Лекари утврђују постојање анемије кроз разговор са пацијентом о његовим тегобама, прегледом оболелог и израдом крвне слике. Крвна слика се данас ради помоћу апарата који дају информацију броју еритроцита (RBC) леукоцита (WBC) и тромбоцита (PLT). На резултату крвне слике се често налази број, величина, облик и опис још неких физичких карактеристика ћелија крви. RBC представља број еритроцита и представља скраћеницу из енглеског "red blood cells". Хемоглобин означен скраћеницом Hb, се налази у еритроцитима и учествује у преносу кисеоника. Хематокрит или Hct, је проценат уобличених елемената у крвотоку. Нормалне вредности хемоглобина се крећу од у распону од 120 до 160 грама по литру за одрасле жене и 130 до 180 грама по литру за одрасле здраве мушкарце. Анемијом се сматра стање када нивои хемоглобина и хематокрита падну испод нормалних вредности због чега се јавља поремећај функције органа и система са напред наведеним симптомима.

## Лечење
Лечење анемије зависи од тежине и узрока настанка анемије. Ако је анемија благог степена, без пратећих тегоба или са благим симптомима, доктор ће спровести дијагностику у оквиру примарне здравствене установе. Уколико се пронађе узрок, кренуће се са одговарајућом терапијом. Нпр. ако је анемија блага и повезана са ниским нивоом гвожђа у крви, онда ће се у терапију укључити суплементи гвожђа и спровести детаљнија испитивања да се утврди како је до тога и дошло на првом месту. 
Са друге стране ако је анемија повезана са наглим губитком крви као последицом повреде, хоспитализација и трансфузија крви су оптимална терапија да отклоне тегобе и надокнаде изгубљену крв.